# Diamesa valkanovi
Diamesa valkanovi är en tvåvingeart som beskrevs av Ole Anton Saether 1968. Diamesa valkanovi ingår i släktet Diamesa och familjen fjädermyggor. Arten har ej påträffats i Sverige. Inga underarter finns listade i Catalogue of Life.